# Tolken (Södra Vings socken, Västergötland)
Tolken är Viskans källa. Den ligger öster om Borås och väster om Ulricehamn med Äspered som närmsta ort. Sjön benämns ibland som Ås-Tolken för att inte förväxlas med andra sjöar med samma namn. Ås-Tolken syftar på häradet Ås i vilket sjön är belägen.
På ön Holmen ligger ruinen av Sundholmens slott.
Både Viskan och Ätran har i några tusen år varit viktiga leder från kusten långt in i landet. Borgen Torpa stenhus vid Åsunden byggdes som skydd mot danska trupper. Detta visar områdets dåtida betydelse som transportled då Viskan och Ätran samt Tolken och Åsunden ligger nära varandra, inom 10–15 km. Sannolikt kristnades Västergötland tidigt via Viskan och Ätran. Det finns kristna gravseder i Varnhem redan på 800-talet, upptäckt sommaren 2006. Det finns mycket tidig jordbruksbebyggelse runt sjön Tolken.